# Ваверски масакр
Ваверски масакр представља стрељање 107 пољских цивила током ноћи 26. на 27. децембар 1939. од стране нацистичких окупатора у Ваверу (близу Варшаве) у Пољској. Масакр је био одговор на смрт два немачка подофицира. 120 људи је ухапшено а 114 је стрељано, од којих је 7 преживело.
Овај масакр се сматра једним од првих великих масакара над Пољацима од стране Нацистичке Немачке у окупираној Пољској.